# Friedrich Pillichshammer
Friedrich Pillichshammer (* 22. März 1973) ist ein österreichischer Mathematiker und Hochschullehrer an der Johannes Kepler Universität Linz.

## Leben
Friedrich Franz Pillichshammer wurde 1973 in Vöcklamarkt geboren. Auch heute lebt er gemeinsam mit seiner Frau Gisela und zwei Kindern in Vöcklamarkt.
Seine Freizeit verbringt er mit seiner Familie, Sport oder der Erforschung der Geschichte seines Heimatortes. Dabei hat er besonderes Interesse an der Pfarrkirche Vöcklamarkt, über die Pillichshammer das Buch "Der Dom des Vöcklatals – Die Pfarrkirche "Mariae Himmelfahrt" und die Geschichte der Pfarre "Vekklasdorf alias Pheffing"" verfasst hat.

Gemeinsam mit seiner Frau Gisela hat sich Pillichshammer ein Jahr lang mit der Geschichte der spätgotischen Pfarrkirchen auseinandergesetzt.
Bei der Pfarre Vöcklamarkt ist Pillichshammer außerdem im Rahmen des Teams für Öffentlichkeitsarbeit aktiv.

## Akademischer Werdegang
Pillichshammer  entdeckte bereits während seiner Schulzeit in einer Höheren Technischen Lehranstalt seine Begeisterung für Mathematik. Er beginnt 1993 an der Universität Salzburg das Diplomstudium Mathematik, welches er im Jahr 1998 abschließt. Im Anschluss absolviert er das zugehörige Doktoratsstudium.
Er promovierte 1999 an der Universität Salzburg bei Reinhard Wolf. In seiner Dissertation setzt sich Pillichshammer mit einem Thema aus dem Bereich Banachraum-Algebra auseinander. Ein weiterer Teilbereich der Banachraum-Algebra hat ihn bereits bei seiner Diplomarbeit beschäftigt.
2003 erfolgte die Habilitation an der JKU Linz, wo er am Institut für Finanzmathematik und angewandte Zahlentheorie als Leiter tätig ist.
Seit 2008 ist Friedrich Pillichshammer Vorsitzender der Landessektion Linz der Österreichischen Mathematischen Gesellschaft (ÖMG).
Sein Forschungsgebiet sind quasi-Monte-Carlo-Methoden zur numerischen Integration, Gleichverteilung modulo 1 und Diskrepanztheorie. Im Jahr 2006 erhielt er den Förderungspreis der Österreichischen Mathematischen Gesellschaft. Im Jahr 2013 erhielt er den IBC Award und im Jahr 2016 den Rosa und Edmund Hlawka Preis der Österreichischen Akademie der Wissenschaften verliehen. Seit 2018 ist er Managing Editor der Zeitschrift Uniform Distribution Theory.

## Berufliche Erfahrungen
In den Jahren von 1998 bis 1999 war Friedrich Pillichshammer als Projektassistent am "FWF-Projekt P 12441 MAT" tätig. 2000 wirkte er als Projektassistent am FWF-Projekt S 8305 "Analysis of Digital Point Sets" unter der Leitung von Prof. Gerhard Larcher mit. Außerdem nahm er in den Jahren 2000 bis 2003 die Position als Assistenzprofessor am Institut für Analysis der Johannes Kepler Universität Linz (JKU) aus, bevor er 2003 seine Tätigkeit als Universitätsdozent am Institut für Finanzmathematik und Angewandte Zahlentheorie an der JKU Linz aufnahm.
Im Jahr 2008 übernimmt Pillichshammer den Vorsitz der Landessektion Linz der Österreichischen Mathematischen Gesellschaft (ÖMG). Seit 2012 gehört Pillichshammer dem Editorial Board der Zeitschrift "Uniform Distribution Theory" an, in dem er seit 2018 als Managing Editor mitwirkt. Seit 2014 ist er Mitglied des Steering Committees der MCQMC Community und ist Mitglied des Editorial Boards des Journal of Complexity. 2023 wurde er dort zum Senior Editor ernannt.

## Preise und Auszeichnungen
- 1995: Leistungsstipendium, Universität Salzburg
- 1997: Auszeichnung vom Institut für Mathematik, Universität Salzburg
- 1999: Johann Stegbuchner Preis
- 2002: Sparkassen Kepler-Preis für Nachwuchswissenschaftler
- 2005: Information-Based-Complexity Young Researcher Award
- 2006: Journal of Complexity 2005 Best Paper Award (co-winner)
- 2006: Förderungspreis der Österreichischen Mathematischen Gesellschaft
- 2006: Talenteförderungsprämie des Landes Oberösterreich
- 2006: Kardinal-Innitzer-Förderungspreis für Sozial- und Wirtschaftswissenschaften
- 2013: Prize for Achievement in Information-Based Complexity (co-winner)
- 2016: Edmund und Rosa Hlawka Preis der Österreichischen Akademie der Wissenschaften[15]